# Козлаково (Владимирская область)
Козлаково — деревня в Александровском районе Владимирской области, входит в состав Андреевского сельского поселения.

## География
Деревня расположена в 5 км на северо-восток от центра поселения села Андреевское и в 22 км на восток от Александрова. 

## История
В конце XIX — начале XX века деревня входила в состав Андреевской волости Александровского уезда. В 1859 году в деревне числилось 22 двора, в 1905 году — 34 двора, в 1926 году — 48 дворов.
С 1929 года деревня являлась центром Колзаковского сельсовета Александровского района, с 1940 года — в составе Андреевского сельсовета, с 1948 года — в составе пригородной зоны города Александрова, с 1965 года — в составе Александровского района, с 2005 года — в составе Андреевского сельского поселения. 

## Население
| 1859 | 1905 | 1926 | 2002 | 2010 | 2021 |
| ---- | ---- | ---- | ---- | ---- | ---- |
| 195  | ↗206 | ↗224 | ↘5   | ↘3   | ↘0   |